# Dozovo
Dozovo war ein spanisches  Volumenmaß für  Flüssigkeiten.
- 1 Dozovo = 151,9 Pariser Kubikzoll = 3,01 Liter